# Bieluch

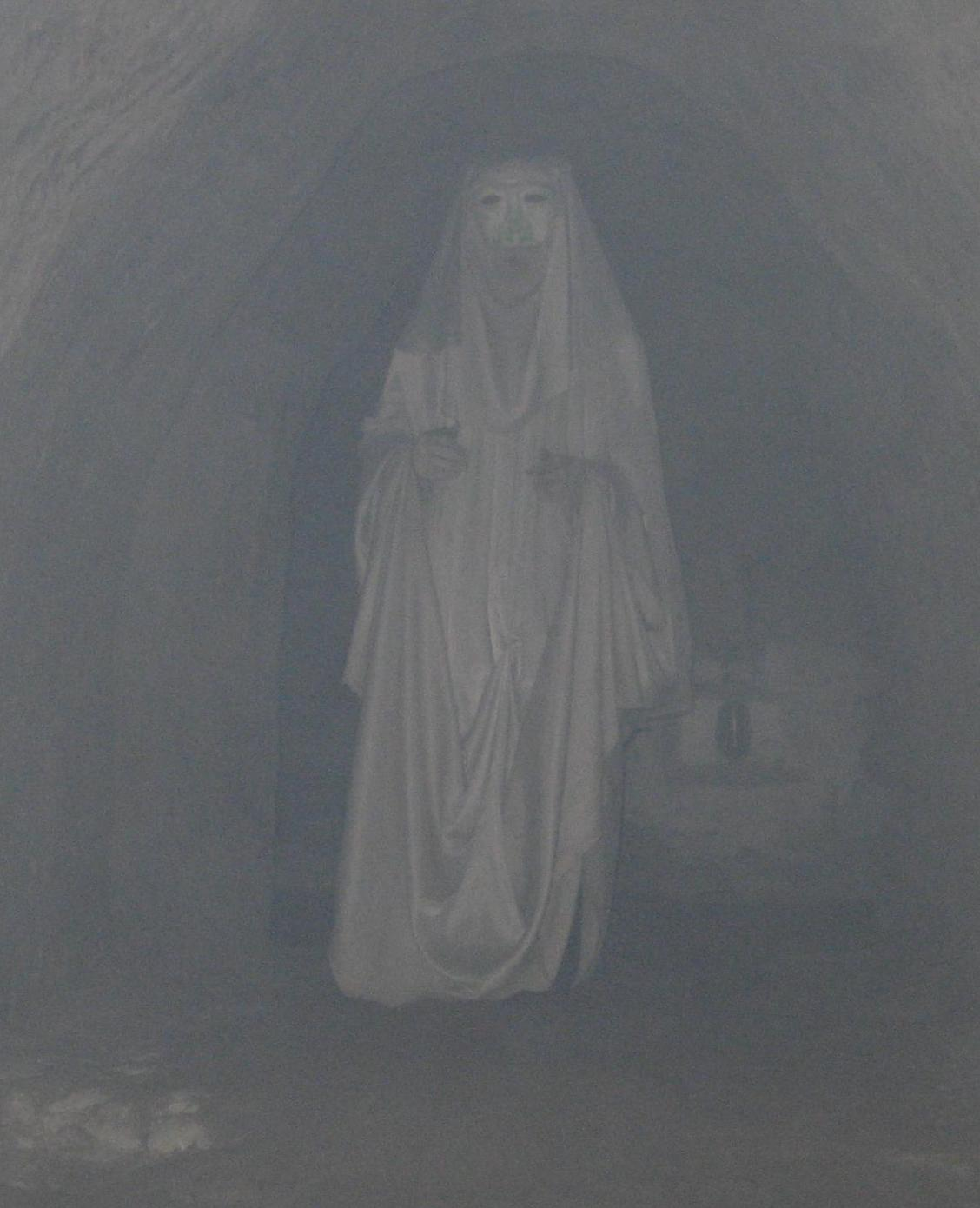
Chełmski Duch Bieluch

Duch Bieluch – legendarny opiekun chełmskich Podziemi Kredowych, strażnik ukrytych tam skarbów. Według legendy jest on duchem widniejącego na herbie Chełma białego niedźwiedzia.
Można go spotkać, podczas zwiedzania, w jednej z komór podziemi. Wynurza się z mroku, a następnie opowiada o tym jak straszył złodziei i poszukiwaczy skarbów. Na zakończenie swoich opowieści obiecuje, że spełni jedno życzenie wypowiedziane w ciemności z ręką położoną na kredowej ścianie w Komnacie Życzeń.
Według legendy jest on duchem białego niedźwiedzia. Zwierzę mieszkało w kredowej jaskini na Chełmskiej Górze pod trzema dębami. Pewnego dnia po powrocie z łowów niedźwiedź zastał przy swojej kryjówce chram i zapalony wieczny znicz. Oślepiony blaskiem ognia zniknął w kredowych podziemiach. Wychodził tylko wtedy, gdy ziemia chełmska była w niebezpieczeństwie.
Propagatorem legend o duchu i białym niedźwiedziu jest Longin Jan Okoń. Wydał on m.in. książki pt. Legendy Chełmskie (1967), Opowieści niedźwiedziego grodu (1973)  i Ludowe zagadki chełmskie (1975).
Sylwetka ducha Bielucha występuje w materiałach promujących Chełm i stanowi – obok niedźwiedzia z herbu – jeden z podstawowych symboli kojarzących się z miastem. Organizowane są też różne happenigi nawiązujące do legendy – m.in. próba ustanowienia rekordu ilości zgromadzonych w jednym miejscu osób przebranych za duchy.